# 卢他之
卢他之（前2世纪—前144年），又作卢它父。西汉丰县（今江苏省丰县）人，卢绾之孙。
燕王卢绾叛汉，归附匈奴。卢他之生于匈奴，汉景帝时，卢他之袭封其祖父卢绾的爵位为东胡王。汉景帝中五年（前145年）卢他之归降汉朝，四月被汉景帝封为恶谷侯，一作亚谷侯。卢他之去世，谥号简，後元年（前143年），卢種嗣位。卢種去世，谥号安，汉武帝建元元年（前140年），卢偏嗣位。卢偏去世，谥号康，元光六年（前129年），卢贺嗣位。征和二年（前91年）七月，卢贺因为太子刘据之事牵连，夺爵国除。